# Leif Kayser
Pour les articles homonymes, voir Kayser.
Leif Kayser (Copenhague, 13 juin 1919 - 15 juin 2001) est un compositeur, organiste, pianiste, pédagogue et prêtre danois.

## Biographie
Leif Kayser  est le fils du géographe Olaf Ivar Monrad Kayser (1893–1928) et de Hedwig Martha Nick (1877–1972).
Kayser a commencé ses études au Académie royale danoise de musique en 1936, où il avait pour professeur Poul Schierbeck. À Stockholm, il a étudié la composition avec Hilding Rosenberg et la direction d'orchestre avec Thurs Mann. Kayser a débuté en 1941 comme pianiste à Copenhague et comme chef d'orchestre à Göteborg.
Après des études de théologie à Rome, Kayser a été ordonné en 1949 et est devenu prêtre et organiste jusqu'en 1964 de Saint Ansgar, la cathédrale catholique de Copenhague, après quoi il est devenu professeur d'instrumentation et d'analyse musicale à l'Académie royale danoise de musique,

## Œuvres
Kayser était l'un des plus grands compositeurs d'orgue danois du XXe siècle. Parmi ses œuvres majeures pour cet instrument, on peut citer les quatre suites et le concerto pour orgue de 1965.

### Musique pour orgue
- 3 Improvisazioni
- Paraphrase of Gregorian motives
- Variations on "In dulci jubilo"
- Fantasia – Arabesco – Corale (1953–55)
- Sonatina
- Suite caratteristica (1956)
- Suite nº 2
- Suite nº 3
- Suite nº 4 (1973)
- Requiem, 11 meditazioni per organo
- Variazioni pasquali (1957–60)
- Concerto (1965)
- Christmas Hymn Games
- Sonata
- Fantasia e INNO (1969)
- Entrata real
- Church Windows
- Pezzi Sacri I / II
- Toccata sopra "Ave Maria"
- 3 Maria frescoes (1979–82)
- 2 pcs sinfonici
- Hymn to Duke Knud (1986)
- Lauda board salvatorem (1992)

### Symphonies
- 1937 - 1938 Symphonie nº 1
- 1939 Symphonie nº 2
- 1943 - 1953  Symphonie nº 3
- 1945 - 1963  Symphonie nº 4 .

#### Concertos
- 1965 Concerto pour orgue et orchestre
- # Con fantasia
- # Vivo
- # Allegro vigoroso
- # Moderato
- # Finale

#### Autres œuvres pour orchestre
- 1962 Konig Kristian Stod Overture

### Œuvres pour orchestre d'harmonie
- 1956 Huit Piccoli Studi
- 1959 Suite
- 1962 Konig Kristian Stod Overture
- 1971 Inno

### Messes, oratorio, musique sacrée
- 1942  Ave Maria  pour voix et orgue
- 1946 - 1953  Te Deum  pour chœur mixte
- 1943 - 1947  Oratorio de Noël ( Kerstoratorium ) " Dans Nativitate domini " , oratorio pour soprano, baryton, basse, chœur mixte et orchestre
- 1956  3 Salmi (hymne) ,  pour contralto et orgue
- 1960  Messe III  pour chœur mixte et orchestre à cordes
- 4 hymnes pour baryton pour baryton et orgue
- # Psaume 26 : 1-6
- # Psaume 130
- # Pslam 137 : 1-2
- # Psaume 62 : 2-9
- Ave Maria  pour chœur de femmes (SSAA)

### Musique de chambre
- 1955  In dulci jubilo  pour trompette, cor, trombone et tuba
- 1955 - 1958  19 Songs for 3 Enregistreurs  pour 3 flûtes à bec
- 1955 - 1958  Duets for blokfløjtekor  duo pour flûtes à bec
- 1957  Variations sur " Loué soit Jésus Christ "  pour trompette, cor, trombone et tuba
- 1958  Notturno saccro  pour trompette, cor, trombone et tuba